# Quebar
El riu Quebar o Kebar (en acàdic kobaru, en hebreu קְבָר [kəbār] i en grec Χοβάρ) es refereix probablement a un canal de l'Eufrates que passava prop de la ciutat de Nippur, com es pot comprovar en una inscripció del s. V a.C. (molts identificaven el Quebar amb el canal Shatt-en-Nil, que travessava Nippur, però en la citada inscripció queda clar que el Quebar passava relativament a prop, però no pel mig).
Junt al riu Quebar el profeta Ezequiel té la visió amb la qual comença el llibre de la seua profecia (Ez 1, 1). Per aquest llibre se sap també que la ciutat de Tel-Abib no devia estar molt lluny.